# Obznana

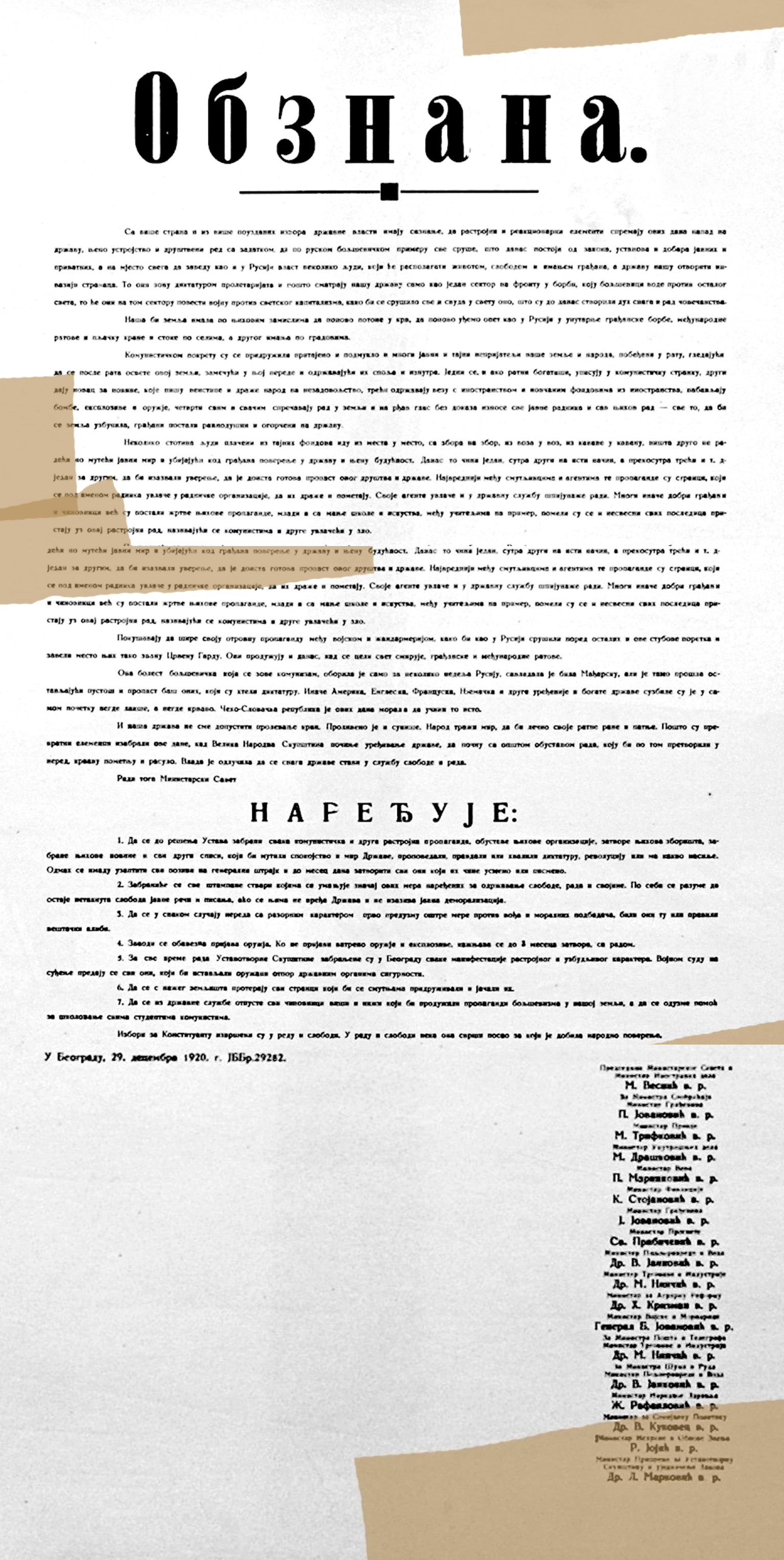
Tekst Obznany

Obznana (cyr. Обзнана) – decyzja rządu Królestwa Serbów, Chorwatów i Słoweńców podjęta 29 grudnia 1920 w sprawie delegalizacji działalności Komunistycznej Partii Jugosławii.
Była odpowiedzią rządu Vesnicia na niespodziewany sukces wyborczy KPJ w wyborach do Konstytuanty w 1920 roku. Jej głównym autorem był Milorad Drašković, minister spraw wewnętrznych. Jej zapisy zostały zaostrzone 2 sierpnia 1921 wraz z uchwaleniem ustawy o ochronie bezpieczeństwa i porządku publicznego w państwie.